# طومار شیخ شرزین
طومار شیخ شرزین فیلم‌نامه‌ای فیلم‌نشده از بهرام بیضایی است از سالِ ۱۳۶۵.

## کتاب
نخستین چاپِ طومار شیخ شرزین در پاییزِ ۱۳۶۸ به وسیلهٔ نشرِ رامین در استکهلم بوده است. در چاپِ نخستِ انتشاراتِ روشنگران (زمستانِ ۱۳۶۸) جلدِ کتاب را یلدا کامرانی طرّاحی کرد. نقّاشیِ روی جلدِ چاپ‌های بعدی را آیدین آغداشلو کشیده است.

## داستان
داستانِ فیلم‌نامه سرگذشتِ دبیری است شرزین-نام از کتابخانهٔ سلطانی.

### خلاصه
داستان در زمان فرمانروایی مغولان یا تاتارها بر ایران می‌گذرد. یکی از دبیران کتابخانه (عیدی) هنگام سوختن برخی از طومارهای کتابخانه، تصادفاً طوماری از استادش شیخ شرزین می‌یابد که جهت دادخواهی از صاحبدیوان نوشته بوده. متن طومار بخشی از سرگذشت شرزین پسر روزبهان، دبیر دارالکتّاب سلطانی است که از پسِ نوشتنِ طوماری به نام دارنامه شیوخِ دیگر به او کفر و ارتداد می‌بندند.
شرزین، چهره اصلی این نمایش که عمیقاً باور به خردورزی دارد، در دارنامه به ستایش خرد پرداخته، یا به گفته خودش: «خرد را به درختی مانند کردم که اگر بپروریش ببالد ورنه بیخ آن خشک شود.» شیوخ حسود که معتقد به تابعیت محض از نوشته‌های پیشینیانند، از نوشته‌های شرزین که حرف نو گفته خشمگین شده او را مورد بازجویی قرار می‌دهند. شرزین برای جان به در بردن کارِ خود را به ابن سینا نسبت می‌دهد؛ ولی سپس‌تر که دارنامه همچون کتاب تازه‌یابِ ابن سینا مورد استقبال شیوخ و سلطان وقت قرار می‌گیرد، شرزین در حضور سلطان خستو می‌شود که دارنامه را خودش نوشته است و ….
صاحبدیوان و عیدی، که طومارِ شیخ شرزین را یافته بودند، علاقمند می‌شوند که از سرنوشتِ او آگاه شوند و به همین سبب سراغِ هر کس که خبری از وی دارد می‌روند و از هر یک از ایشان بخشی از زندگیِ شرزین را می‌شنوند.

## به دیگر زبان‌ها
این فیلم‌نامه را محمّد آلتونجی با نامِ «ص‍ح‍ی‍ف‍ة ال‍ش‍ی‍خ ش‍رزی‍ن» به عربی درآورده که سالِ ۱۹۹۴ میلادی در کویت در کتابِ في سبیل الحریة لجوهر مراد و صحیفة الشیخ شرزین لبهرام بیضائي: خ‍م‍س م‍س‍رح‍ی‍ات م‍ن زم‍ان ال‍ث‍وره ال‍ن‍ی‍اب‍ی‍ه‌ (ال‍م‍ج‍ل‍س ال‍وطن‍ی ل‍ل‍ث‍ق‍اف‍ه و ال‍ف‍ن‍ون و الاداب) با کارهایی از غلامحسین ساعدی («جوهر مراد») و دیگران چاپ شده است.